# RZE Studio
RZE Studio je české vývojářské studio zabývající se tvorbou počítačových her a animovaných filmů. Založeno bylo v roce 2010 herním designérem a vývojářem Lukášem Řezníčkem. Hry jsou vytvářeny v Game Makeru nebo herním enginu Unity. Studio se věnuje také tvorbě animovaných filmů. Jedním z nich je krátkometrážní snímek nazvaný Peekaboo – The Story of Bukkaku, který byl vydán 31. října 2020 a představuje svět, ve kterém se jejich nejnovější hra Bukkaku odehrává. Kromě vytváření her se studio zaměřuje na tvorbu webových stránek. Aktuálně pracuje na animovaném hororovém filmu Ynccuth.

## Vydané tituly
| Rok           | Název       | Žánr                 | Poznámka                                   | Zdroje      |
| ------------- | ----------- | -------------------- | ------------------------------------------ | ----------- |
| 2012          | Fatal Error | arkáda               | studentský projekt v rámci diplomové práce | [ 1 ]       |
| 2014          | Debteh      | first-person shooter |                                            | [ 2 ] [ 5 ] |
| bude oznámeno | Bukkaku     | survival horor       | hra je ve vývoji od roku 2015              | [ 6 ] [ 7 ] |
| bude oznámeno | Ynccuth     | sci-fi horor         | film je ve vývoji od roku 2021             | [ 8 ]       |